# James Surowiecki

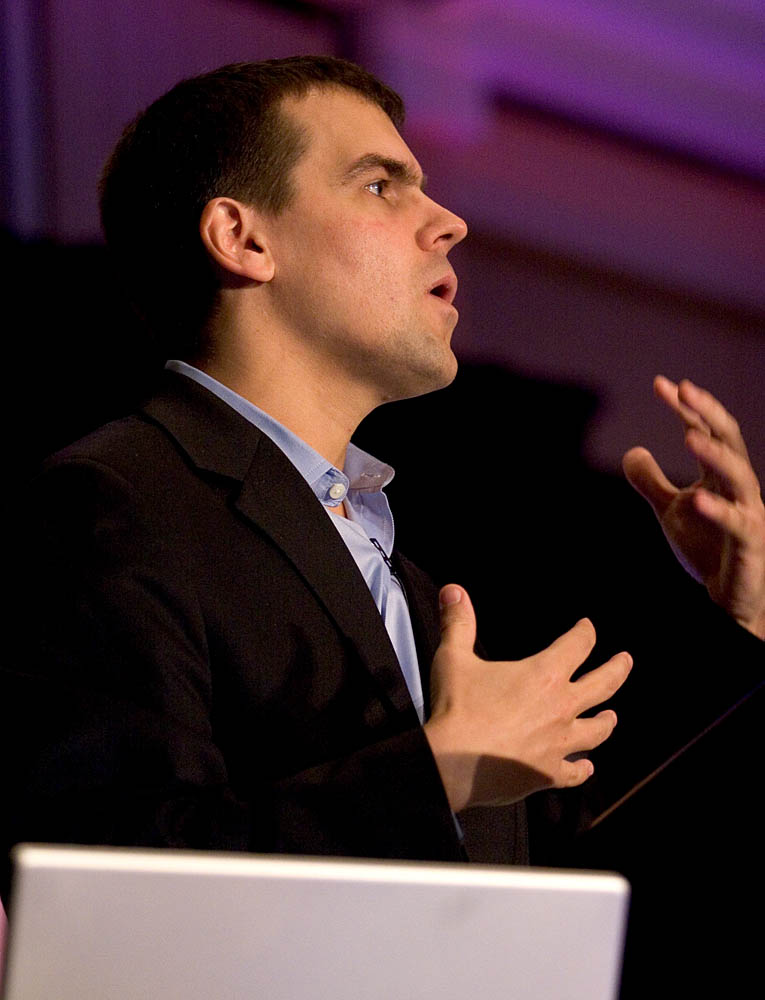
James Surowiecki em um discurso.

James Michael Surowiecki (1967, Meriden, Connecticut) é um jornalista americano. Ele é um escritor exclusivo da revista The New Yorker, onde ele escreve regularmente uma coluna sobre negócios e finanças chamada "The Financial Page".